# Melilotus officinalis

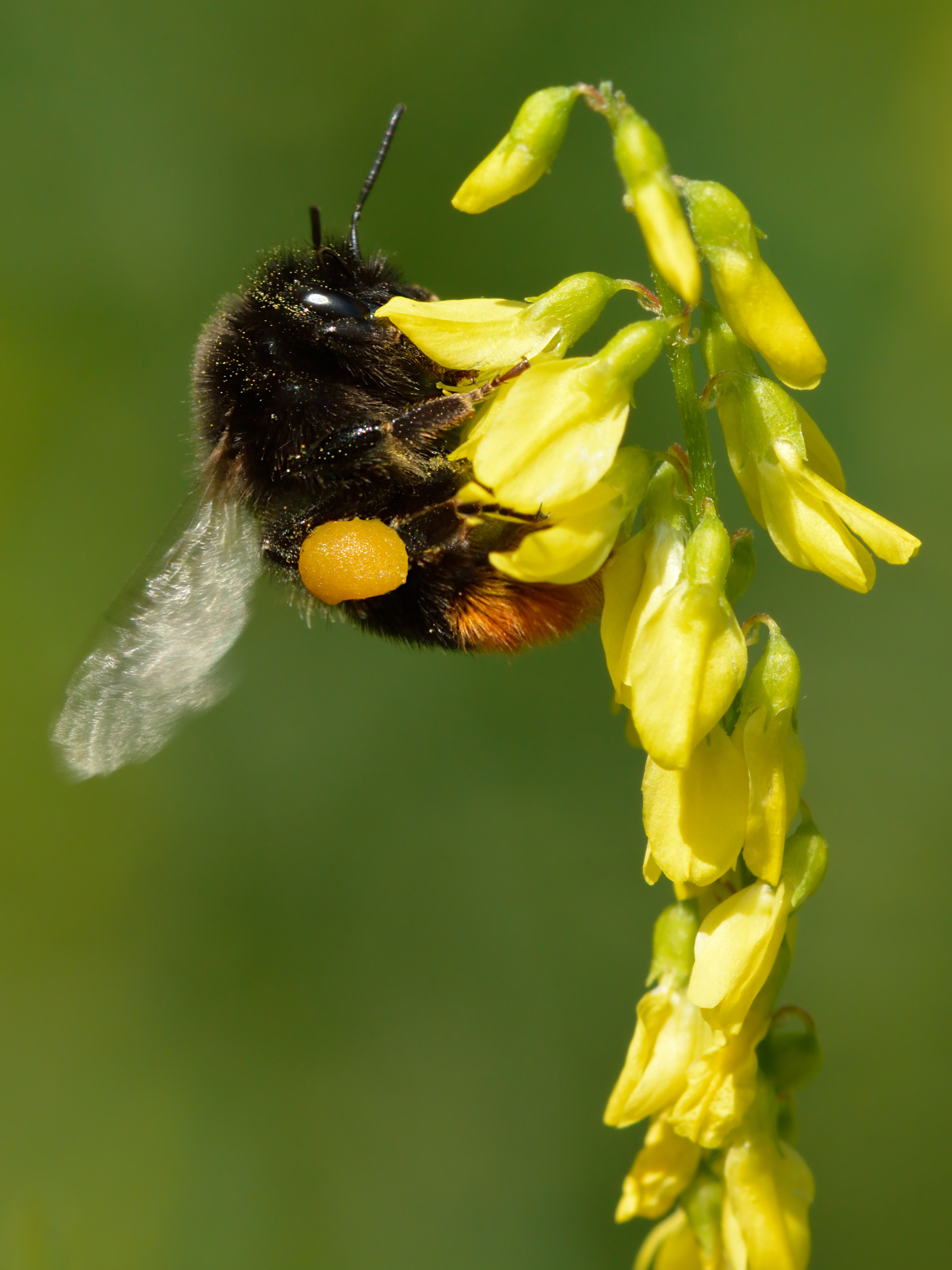

Melilotus officinalis é uma espécie de planta com flor pertencente à família Fabaceae. 
A autoridade científica da espécie é (L.) Pall., tendo sido publicada em Reise durch verschiedene Provinzen des russischen Reichs 3: 537. 1776.
Os seus nomes comuns são meliloto, meliloto-amarelo ou trevo-de-cheiro.

## Portugal
Trata-se de uma espécie presente no território português, nomeadamente em Portugal Continental.
Em termos de naturalidade é nativa da região atrás indicada.

## Protecção
Não se encontra protegida por legislação portuguesa ou da Comunidade Europeia.